# Allgemeines Chaos Kommando
Allgemeines Chaos Kommando[sic] (kurz A.C.K.) ist eine deutsche Punkband aus Frankfurt am Main, die seit 1985 besteht. Sie gehört zu den „ältesten noch bestehenden Punkbands Deutschlands“.

## Geschichte
Bis 2012 veröffentlichte die Band fünf Studioalben, bei denen eine progressive musikalische Entwicklung zu erkennen ist. Sie spielt in Deutschland, Österreich und der Schweiz, ist jedoch auch insbesondere in Spanien bekannt, da sie mehrere Freundschaften mit spanischen Punkbands pflegt.
Von 2012 bis 2019 pausierte die Band, um mehr Zeit für die Familien der Bandmitglieder zu haben. Seit 2019 ist die Band wieder aktiv. Die Stimme des neuen Sängers Andreas klingt ähnlich wie die des früheren Sängers Mosti.
Mosti ist Inhaber der Konzertagentur Brachial Booking sowie des Musiklabels European Label Group, mit dem die Band bis heute zusammenarbeitet.

## Diskografie

### Alben und EPs
- 1990: A.C.K. (LP)
- 1993: Heile Welt (CD/LP)
- 1997: Split-EP mit Hessenbastard
- 1997: Mucha Policia (CD/LP)
- 1999: Das letzte Wort (EP)
- 2003: Widerstand (CD/LP)
- 2007: Eiskalt (CD)

### Sampler-Beiträge (Auszug)
- 1997: Plastikbomben 1 (CD-Sampler)
- 1997: Eat the Rich 2 (CD-Sampler)
- 1997: Sicher gibt es bessere Zeiten 6 (CD/LP-Sampler)
- 1997: Sieger sehen anders aus 1 (EP-Sampler)
- 1997: Sieger sehen anders aus 4 (EP-Sampler)
- 1998: Im Zeichen des Pleitegeiers 2 (CD/LP-Sampler)
- 1998: Knuddelpunk 2 (LP-Sampler)
- 1999: Mia san net Marionetz (CD/LP-Tribute Sampler)
- 2001: Vorwärts immer, rückwärts nimmer! (LP-Sampler)
- 2003: Peace Attack (Anti-Kriegs-Compilation, CD-Sampler)
- 2004: Schlachtrufe BRD VII (CD-Sampler)
- 2005: New Day Rising (CD-Sampler)
- 2006: Die deutsche Punkinvasion 5 (CD-Sampler)
- 2007: Wahrschauer #54 (CD-Sampler)